# Topilla
Topilla (albanska: Topilla, (serbiska: Topilo,) är en by i Kosovo. Den ligger i kommunen Shtime. Enligt den senaste folkräkningen år 2011 fanns det 99 invånare.

## Demografi
| Demografi | 2011 |
| --------- | ---- |
| albaner   | 99   |